# Dubivka, Novohrad-Volînskîi
Dubivka (în ucraineană Дубівка) este un sat în comuna Nesolon din raionul Novohrad-Volînskîi, regiunea Jîtomîr, Ucraina.

## Demografie
Componența lingvistică a localității Dubivka
     Ucraineană (100%)
Conform recensământului din 2001, toată populația localității Dubivka era vorbitoare de ucraineană (100%).